# Lew Makow
Lew Makow (ur. 1830, zm. 27 lutego 1883) – rosyjski działacz państwowy.
Wykształcenie uzyskał w korpusie paziów (ukończył go w 1849). Następnie służył w oddziale ułanów. W latach 60. XIX w. przeszedł do pracy w administracji państwowej, pracował pod nadzorem generał-gubernatora wileńskiego Michaiła Murawjowa. Na początku kolejnej dekady stanął na czele kancelarii ministra spraw wewnętrznych Aleksandra Timaszewa. W 1876 został zastępcą ministra spraw wewnętrznych, w 1879 objął kierownictwo w resorcie.
Będąc przekonanym konserwatystą, jako minister spraw wewnętrznych wydał apel do całego społeczeństwa, by wspierało rząd w zwalczaniu organizacji rewolucyjnych. W 1879 powołał urzędy tymczasowych generał-gubernatorów Petersburga, Odessy i Charkowa. Wskazani na te stanowiska Josif Hurko, Michaił Łoris-Mielikow i Edward Totleben otrzymali nadzwyczaj szerokie prerogatywy: prawo aresztowania, kierowania przed sąd wojskowy i deportowania każdego podejrzanego oraz dowolnego zawieszania druku czasopism. W 1880 Makow powołał do życia Najwyższą Komisję Zarządzającą do Spraw Zachowania Ładu Państwowego, na czele której stanął Łoris-Mielikow. W sierpniu tego samego roku Łoris-Mielikow przejął po Makowie resort spraw wewnętrznych i został pierwszym ministrem poczt i telegrafów, jak również stanął na czele departamentu spraw duchownych wyznań zagranicznych. W 1881 obydwie te jednostki zostały podporządkowane ministerstwu spraw wewnętrznych, a Makow wszedł do Rady Państwa. W 1883 został mianowany przewodniczącym komisji ds. przeglądu praw dotyczących Żydów, jednak de facto nie objął obowiązków, bowiem w tym samym roku popełnił samobójstwo, gdy wyszły na jaw nadużycia, jakie wcześniej popełnił.